# Protocatecuato de etila
Protocatecuato de etila é um composto orgânico fenólico. Pode ser encontrado em na amêndoa da semente de amendoim Está também presente no vinho. É o éster etílico do ácido protocatecuico.
O composto é um inibidor da prolil 4-hidroxilase e pode ser usado para proteger o miocárdio.